# Cyphostemma
Genre
Classification APG III (2009)
Cyphostemma est un genre de Vitaceae que l'on rencontre en Afrique et notamment à Madagascar. Ses espèces, au nombre d'environ 260, sont caudiciformes et étaient rangées autrefois dans le genre Cissus L.. Son nom provient du grec kyphos « bosse », et stemma « guirlande ».

## Quelques espèces
- Cyphostemma bainesii
- Cyphostemma camerounense
- Cyphostemma cirrhosum
- Cyphostemma crotalarioides
- Cyphostemma currorii
- Cyphostemma elephantopus
- Cyphostemma graniticum
- Cyphostemma juttae
- Cyphostemma laza
- Cyphostemma pachypus
- Cyphostemma roseiglandulosa
- Cyphostemma uter